# Edge triggered

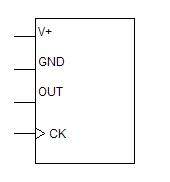
Esempio di simbologia di un circuito integrato con ingresso edge triggered. Il pin di clock (CK) è un esempio di ingresso sensibile al fronte di salita (up edge triggered)

L'edge triggered è una particolare tecnologia elettronica utilizzata nella realizzazione di classi particolari di ingressi logici, ad esempio ingressi di temporizzazione, caratterizzata dal rispondere alla variazione di stato non sul livello di tensione, ma sul fronte di variazione (che sia di discesa o di salita).

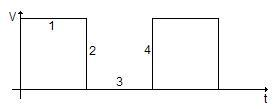
Esempio di segnale binario. Il tratto 1 si definisce livello alto (in logica positiva, 1 logico) e il tratto 3 è il livello basso (0 logico); i tratti 2 e 4 sono rispettivamente i fronti di discesa e salita.

Nella rappresentazione schematica dei circuiti, gli ingressi sensibili al fronte di salita (up edge triggered) o discesa sono contraddistinti da un triangolo equilatero. Nel caso si voglia un ingresso sensibile al fronte inverso è sufficiente anteporre all'ingresso un invertitore, ad esempio 7404 in tecnologia TTL (il fronte di discesa si tramuta quindi in un fronte di salita); in questo caso l'ingresso sarà caratterizzato da un pallino tra il pin e il "triangolino".